# Timbres de France 1960
Cet article recense les timbres de France émis en 1960 par les Postes, télégraphes et téléphones (PTT).

## Généralités
Les émissions portent la mention « République française - Postes » et une valeur faciale libellée en nouveau franc (FRF).
Le passage des anciens aux nouveaux francs provoquent la réémission avec valeur corrigée de plusieurs timbres d'usage courant le 2 janvier 1960. En dehors de l'exception de timbres démonétisés, les timbres en ancien franc émis depuis le 1er janvier 1849 restent valables pour l'affranchissement, pourvu que l'usager respecte la règle de conversion : 100 anciens francs = 1 nouveau franc. L'écriture de la valeur est modifiée : la valeur est désormais exprimée sous la forme d'un nombre avec deux chiffres après la virgule, sans l'initiale de la monnaie alors qu'auparavant elle apparaissait (« F » pour franc et « c » pour centime).
Les timbres servent à affranchir les lettres et plis postés en France métropolitaine et Corse, et dans les départements d'outre-mer suivants : Algérie française, Guadeloupe, Guyane française, Martinique. Quelques-uns de ces timbres sont surchargés en franc CFA pour servir à La Réunion et sont émis en 1960 pour un d'entre eux et 1961 pour les autres.

### Tarifs
Les tarifs postaux en usage sont ceux du 1er janvier 1960, c'est-à-dire ceux du 6 janvier 1959 convertis en nouveau franc. Ils restent valables jusqu'au 18 mai 1964 (à l'exception des taxes de recommandation qui seront modifiées le 31 janvier 1962). Voici les tarifs réalisables avec un des timbres émis en 1960 :
tarifs intérieurs :
- 0,05 FRF : journal.
- 0,10 FRF : premier échelon de poids des imprimés.
- 0,15 FRF : carte postale de cinq mots.
- 0,20 FRF : carte postale et factures.
- 0,25 FRF : lettre du 1er échelon et imprimés du 2e échelon.
- 0,45 FRF : lettre du 2e échelon et imprimés du 3e échelon.
- 0,65 FRF : lettre du 3e échelon.
- 0,85 FRF : lettre recommandée du 1er échelon (taxe de recommandation de 60 centimes).

Tarifs internationaux :
- 0,20 FRF : imprimés du premier échelon de poids.
- 0,25 FRF : lettre du 1er échelon à destination de la Communauté économique européenne et du Canada.
- 0,30 FRF : carte postale du régime général.
- 0,50 FRF : lettre du régime général au 1er échelon de poids.
- 0,85 FRF : lettre recommandée du 1er échelon à destination de la Communauté économique européenne et du Canada.

### Tirages et ventes
Les ouvrages philatéliques de référence ont conservé les tirages. La vente des timbres touristiques a continué dans la ville qu'ils représentent après leur date de retrait.

## Légende
Pour chaque timbre, le texte rapporte les informations suivantes :
- date d'émission, valeur faciale et description,
- formes de vente,
- artistes concepteurs et genèse du projet,
- manifestation premier jour,
- date de retrait, tirage et chiffres de vente,

ainsi que les informations utiles pour une émission donnée.

## Janvier
Les timbres émis le 2 janvier sont tous des timbres d'usage courant.

### Blasons d'Alger et de Lille

Blason de Lille.

Le 2 janvier, sont réémis avec de nouvelles valeurs faciales en nouveau franc deux timbres de la série Blasons des villes de France : le 0,05 FRF illustré du blason de Lille et le 0,15 FRF par celui d'Alger. Le blason de Lille a déjà servi sous le même graphisme pour un timbre de 5 anciens francs émis le 17 novembre 1958, et celui d'Alger sur un timbre émis le 9 mars 1959.
Les blasons sont dessinés par l'héraldiste Robert Louis, auteur des timbres-blasons depuis 1943. « Alger » est gravé par André Barre et « Lille » par Gilbert Aufschneider. Imprimés en typographie, ils sont conditionnés en feuille de cent exemplaires.
Le timbre « Lille » est retiré le 13 mai 1961. Bien qu'ayant été tiré à environ 143 millions d'exemplaires, il est le timbre le mieux coté de la série à l'état neuf, la plupart ayant servi en usage postal. Le blason d'« Alger » est retiré le 24 novembre 1962.

### Marianne à la nef
Le 2 janvier, est émis un timbre d'usage courant de 0,25 FRF au type Marianne à la nef. Marianne et son navire sont bleus sur un ciel et un soleil couchant orange.
Ce timbre est connu sous deux dessins différents (« types ») qui se distinguent par la signature de Piel, entre le mât bleu et le cadre orange. Les timbres de feuille et les carnets de vingt ont une signature moins épaisse (type 1) que celle des timbres issus des carnets de huit à dentelure massicotée sur un côté vertical. Timbre assez courant (lettre simple), la côte est légèrement plus avantageuse à l'état neuf pour le type 2 à signature épaisse.
La Marianne à la nef est dessinée par André Regagnon et gravé par Jules Piel pour une impression en typographie en feuille de cent. Elle a servi pour un timbre de 25 anciens francs émis le 27 juillet 1959 avec des couleurs plus sobres (gris et rouge).
Le timbre est retiré le 10 juin 1961. Le tirage s'élève à environ 390 millions d'exemplaires.

### Moissonneuse
Le 2 janvier, est réémis avec une nouvelle valeur de 0,10 nouveau franc de couleur verte, un timbre d'usage courant au type Moissonneuse de Muller. C'est le dernier timbre de ce type qui représente une femme au champ en train de rassembler des blés en botte. Il sert depuis février 1954 sur deux timbres préoblitérés et comme timbre d'usage courant depuis juillet 1957.
La Moissonneuse est dessinée par Louis Muller et gravée par Jules Piel pour une impression en typographie en feuille de cent.
Ce 0,10 franc est retiré le 20 avril 1963 et a connu un tirage d'environ 890 millions d'exemplaires.

### Semeuse bicolore
Le 2 janvier, est émis un timbres d'usage courant de 0,20 franc au type Semeuse d'Oscar Roty dans sa version lignée, également reprise sur les pièces de monnaie en nouveau franc. Cette émission se distingue par l'utilisation de deux couleurs : rose pour le personnage semant à contre vent sur fond bleu turquoise.
Un type 2 existe puisque le dessin du timbre de roulette n'a pas un point trop gros entre le zéro de l'unité et le deux des dixièmes, dans la valeur faciale. Pour un timbre très utilisé (carte postale au tarif intérieur), la différence de cote est très importante en faveur du timbre de roulette.
La Semeuse est l'œuvre d'Oscar Roty, créée en 1897 pour des pièces de monnaie. La version de 1960 est dessinée et gravée par Jules Piel pour une impression en typographie en feuille de cent.
Le timbre est retiré le 20 mars 1965. Un autre timbre bicolore de 0,30 franc est émis en février 1961.

### Poste aérienne
Le 11 janvier, pour faire face au passage au nouveau franc, sont émis trois timbres de poste aérienne, reprenant avec des valeurs converties trois timbres émis entre 1957 et 1959. Il s'agit du 3 francs « MS 760 Paris », du 5 francs « Caravelle » et du 10 francs « L'Alouette ». L'hélicoptère Alouette est représenté dans un paysage de montagne, quand les deux avions sont en plein ciel.
Les trois timbres sont dessinés et gravés par Pierre Gandon et imprimés en taille-douce en feuille de cinquante.
Ils sont retirés successivement le 9 juillet 1971 pour le 5 FRF « Caravelle », le 8 septembre 1971 pour le 10 FRF « L'Alouette » et le 11 juin 1974 pour le 3 FRF « MS 760 Paris ». Les deux premiers sont alors remplacés par deux nouveaux timbres de la série Aviateurs célèbres.

### Cathédrale de Laon
Le 16 janvier, est émis un timbre de 0,15 FRF représentant la cathédrale Notre-Dame de Laon, une des premières cathédrales gothiques, dont la construction commença à partir du milieu du XIIIe siècle. Le timbre en présente une vue d'ensemble de l'extérieur.
Le timbre est dessiné et gravé par Robert Cami. L'impression est réalisée en taille-douce en feuille de cinquante exemplaires.
Retiré de la vente le 19 mai 1962, ce timbre fut tiré à environ 32,7 millions d'exemplaires.

### Château de Fougères

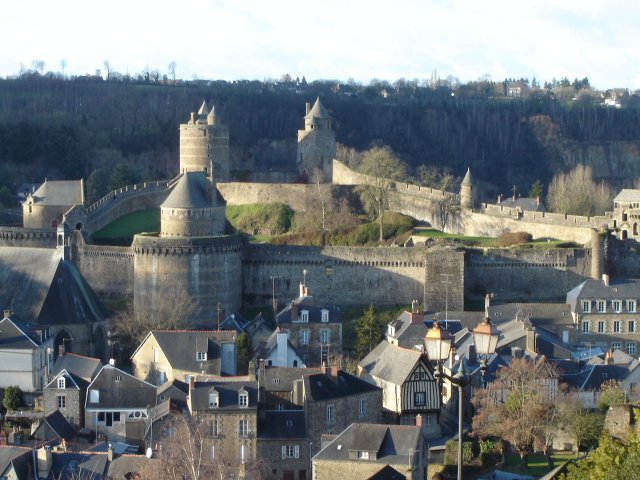
Si le point de vue choisi par Serres est placé bien plus à gauche que le photographe, ce cliché permet de reconnaître plusieurs tours visibles sur le timbre.

Le 18 janvier, est émis un timbre de 0,30 FRF sur le château de Fougères, dans la ville du même nom, actuellement dans le département d'Ille-et-Vilaine.
L'illustration est dessinée et gravée par Raoul Serres. Le timbre est imprimé en taille-douce en feuille de cinquante.
Le timbre est retiré le 19 novembre 1960. Le tirage est de 4,5 millions d'exemplaires.

### Gorges de Kherrata(Algérie)
Le 18 janvier, est émis un timbre de 0,45 FRF représentant le paysage des gorges de Kerrata, en Algérie.
Dessiné par André Spitz et gravé par Robert Cami, le timbre est imprimé en taille-douce en feuille de cinquante.
Retiré le 19 mai 1962, il est imprimé à environ 63,5 millions d'exemplaires. Avec quatre autres timbres touristiques de France sur des lieux algériens (« Barrage de Foum el Gherza », « Hassi-Messaoud », « Grande mosquée de Tlemcen » et « Médéa - anciennes portes »), son dessin est repris après l'indépendance de juillet 1962 et la série constitue les premiers timbres légendés « République algérienne ».

### Grande mosquée de Tlemcen
Le 18 janvier, est émis un timbre de 0,50 FRF représentant le minaret de la Grande Mosquée de Tlemcen, (Djéma el Kébir), construite au XIIe siècle, en Algérie. Autour du minaret, élément central de l'illustration, des palmiers sont visibles sur les bords droit et inférieur.
Le timbre est dessiné et gravé par Jean Pheulpin. Il est imprimé en taille-douce en feuille de cinquante unités.
Il est retiré le 19 mai 1962 après avoir été tiré à environ 87 millions d'exemplaires. Comme « Gorges de Kerrata », ce timbre est repris après juillet 1962, ainsi que quatre autres timbres touristiques de France sur des lieux d'Algérie ; ils sont les premiers timbres légendés « République algérienne ».

### Massif du Grand-Bénard et église de Cilaos - Réunion
Le 18 janvier, est émis un timbre de 1 FRF sur Cilaos, commune d'un des cirques de La Réunion. Sur l'illustration, l'église et son clocher de couleurs blanche et bleu clair se distinguent du massif du Grand-Bénard, coloré en bleu.
Le timbre est dessiné et gravé par Claude Hertenberger pour une impression en taille-douce en feuille de cinquante exemplaires.
Environ 87 millions d'exemplaires sont tirés avant le retrait du 19 mai 1962.
Ce timbre, surchargé « 50FCFA » en noir, est le seul timbre émis à la Réunion en 1960.

### Vallée de la Sioule
Le 18 janvier, est émis un timbre de 0,65 FRF présentant un paysage de la vallée de la Sioule, en Auvergne, dans sa partie engorgée et peu boisée.
Dessiné et gravé par Charles Mazelin, le timbre est imprimé en taille-douce en feuille de cinquante.
Environ 39 millions d'exemplaires sont tirés jusqu'à ce qu'il soit retiré de la vente le 19 mai 1962.

### Viaduc de Chaumont- Haute-Marne
Le 18 janvier, est émis un timbre de 0,85 FRF sur le viaduc ferroviaire de Chaumont, dans la Haute-Marne. Construit au milieu du XIXe siècle sur des plans d'Émile Decomble, il permet l'accès aux hauteurs de la ville et se situe sur la ligne entre Paris et Bâle. L'illustration, grâce à des habitations sur le bord gauche, permet d'insister sur la hauteur des arches de la construction.
Le timbre est dessiné et gravé par Pierre Munier et est imprimé en taille-douce en feuille de cinquante.
Il est retiré le 19 mai 1962 et le tirage est d'environ 55,4 millions d'exemplaires.

## Février

### Pierre de Nolhac 1859-1936
Le 15 février, est émis un timbre de 0,20 FRF en hommage à l'académicien Pierre de Nolhac à l'occasion du 101e anniversaire de sa naissance et du 24e de celui de sa mort. Historien et conservateur de musée, les objets de plusieurs de ses ouvrages sont représentés dans l'arrière-plan du portrait : le château de Versailles à gauche et la basilique Saint-Pierre de Rome à droite.
Le timbre est dessiné et gravé par Jean Pheulpin pour une impression en taille-douce en feuille de cinquante.
Environ 4,5 millions d'exemplaires sont tirés avant le retrait du 25 juin 1960.

### Marc Sangnier1873-1950
Le 5 novembre, est émis un timbre de 0,20 FRF pour le 10e anniversaire de la mort du journaliste et homme politique Marc Sangnier. L'illustration rappelle qu'il fut le promoteur en France des auberges de jeunesses, avec la première ouverte en 1929.
Dessiné et gravé par Robert Cami, le timbre est imprimé en taille-douce en feuille de cinquante.
Environ 4,5 millions d'exemplaires sont tirés et le timbre est retiré le 22 avril 1961.

### Journée du timbre: pose d'un câble sous-marin
Le 22 février, à l'occasion de la Journée du timbre, est émis un timbre de 0,20 FRF consacré à un moyen de télécommunication, le câble sous-marin. Sur le timbre, le navire câblier est l’Ampère et il est représenté en pleine activité de pose d'un câble. Une surtaxe de 0,05 FRF est présente au profit de la Croix-Rouge française.
Raoul Serres est le dessinateur et le graveur du timbre imprimé en taille-douce en feuille de cinquante exemplaires.
Le timbre est retiré le 25 juin 1960 et le tirage est de 2,6 millions d'exemplaires.

### Musée d'art et d'industrie de Saint-Étienne
Le 22 février, est émis un timbre de 0,30 FRF sur le musée d'art et d'industrie de Saint-Étienne, consacrés aux machines et objets fabriqués par l'industrie. Le timbre met en valeur au premier plan le bâtiment du musée, et à l'arrière-plan, sont dessinés plusieurs pièces évoquant les collections : une roue de bicycle, un fusil, une faux, etc.
Le timbre est signé par Claude Durrens qui l'a gravé pour une impression en taille-douce en feuille de cinquante.
Il est retiré le 25 juin 1960 et a connu un tirage d'environ 4,5 millions d'exemplaires.

## Mars

### États généraux des communes d'Europe - Cannes, mars 1960
Le 7 mars, est émis un timbre de 0,50 FRF à l'occasion des 5e États généraux des communes d'Europe, à Cannes, en mars 1960. L'illustration présente en vert le paysage de Cannes : la plage, la Croisette, la vieille ville du Suquet, puis les hauteurs boisés de l'arrière-pays. Dans le ciel en rouge, un enchevêtrement de clés symbolise les communes assemblées.
Le timbre est dessiné et gravé par Albert Decaris. Il est imprimé en taille-douce en feuille de cinquante unités.
Il est retiré de la vente le 23 juillet 1960. Il est tiré à environ 4,5 millions d'exemplaires.

### Rattachement de Nice et de la Savoie à la France 1860-1960
Le 25 mars, sont émis deux timbres commémoratifs pour le centenaire du rattachement à la France du Comté de Nice et de la Savoie. Le 0,30 FRF représente une Savoyarde en costume traditionnel devant un paysage alpin. Le 0,50 FRF représente une Niçoise en costume traditionnel devant la Baie des Anges à Nice.
Dessinés par Clément Serveau, les timbres sont gravés par Jules Piel (« Rattachement de la Savoie à la France ») et par Jacques Combet (« Rattachement de Nice à la France »). Ils sont imprimés en taille-douce en feuille de cinquante.
Retirés le 19 novembre 1960, « Rattachement de la Savoie » a connu un tirage d'environ 4,5 millions d'exemplaires pour 5 millions de « Rattachement de Nice ».

### Héros de la Résistance
Le 28 mars, pour la quatrième émission de la série Héros de la Résistance, sont émis cinq timbres sur des personnes ayant résisté à l'occupation allemande pendant la Seconde Guerre mondiale, et, pour quatre d'entre eux, y ont perdu la vie. 
- Les deux 0,20 FRF sont consacrés à Edmond Debeaumarché, dirigeant de réseau de résistance dans les PTT, et à Pierre Masse, sénateur de confession juive mort en déportation.
- Les 0,30 FRF honorent Maurice Ripoche de Paris et Léonce Vieljeux maire de La Rochelle.
- L'abbé René Bonpain illustre le timbre de 0,50 FRF.

Les cinq timbres sont dessinés par André Spitz. Ils sont gravés par René Cottet (« Pierre Masse »), Charles Mazelin (« Maurice Ripoche »), Pierre Munier (« Léonce Vieiljeux ») et Jean Pheulpin (« Edmond Debeaumarché » et « Abbé René Bonpain »). Ils sont imprimés en taille-douce en feuille de cinquante timbres.
Ils sont retirés le 10 septembre 1960. Environ 3,3 millions de séries de cinq timbres ont été tirés.

## Avril

### 1960 année mondiale du réfugié
Le 8 avril, dans le cadre de l'année mondiale du réfugié déclarée par l'Organisation des Nations unies, est émis un timbre de 0,25 FRF représentant une femme errant parmi les ruines d'une ville. Sa valeur faciale est accrue d'une surtaxe de 0,10 FRF au profit de la Croix-Rouge française.
Dessiné et gravé par Albert Decaris, le timbre est imprimé en taille-douce en feuille de cinquante exemplaires.
Le tirage est d'environ 3 millions de timbres, vendus jusqu'au retrait du 4 février 1961.

## Mai

### 150eanniversairede la première école normale à Strasbourg 1810-1960
Le 23 mai, est émis un timbre de 0,20 FRF pour le 150e anniversaire de la première école normale primaire à Strasbourg. Une allégorie féminine emmène un enseignant vers une cour d'école. Parmi les élèves qui jouent au ballon ou aux billes, une fille et un garçon attendent l'instituteur, corps d'enseignant formé dans les écoles normales primaires. Sur la gauche, d'où vient l'homme et l'allégorie, est représentée la façade de la cathédrale Notre-Dame de Strasbourg. Les personnages agissent sur un fond blanc alors que le ciel et la cathédrale sont dans du rose.
Le timbre est dessiné et gravé par Claude Hertenberger. Il est imprimé en taille-douce en feuille de cinquante.
Il est retiré de la vente le 19 novembre 1960. Le tirage est de 4,5 millions d'exemplaires.

### Château de Blois

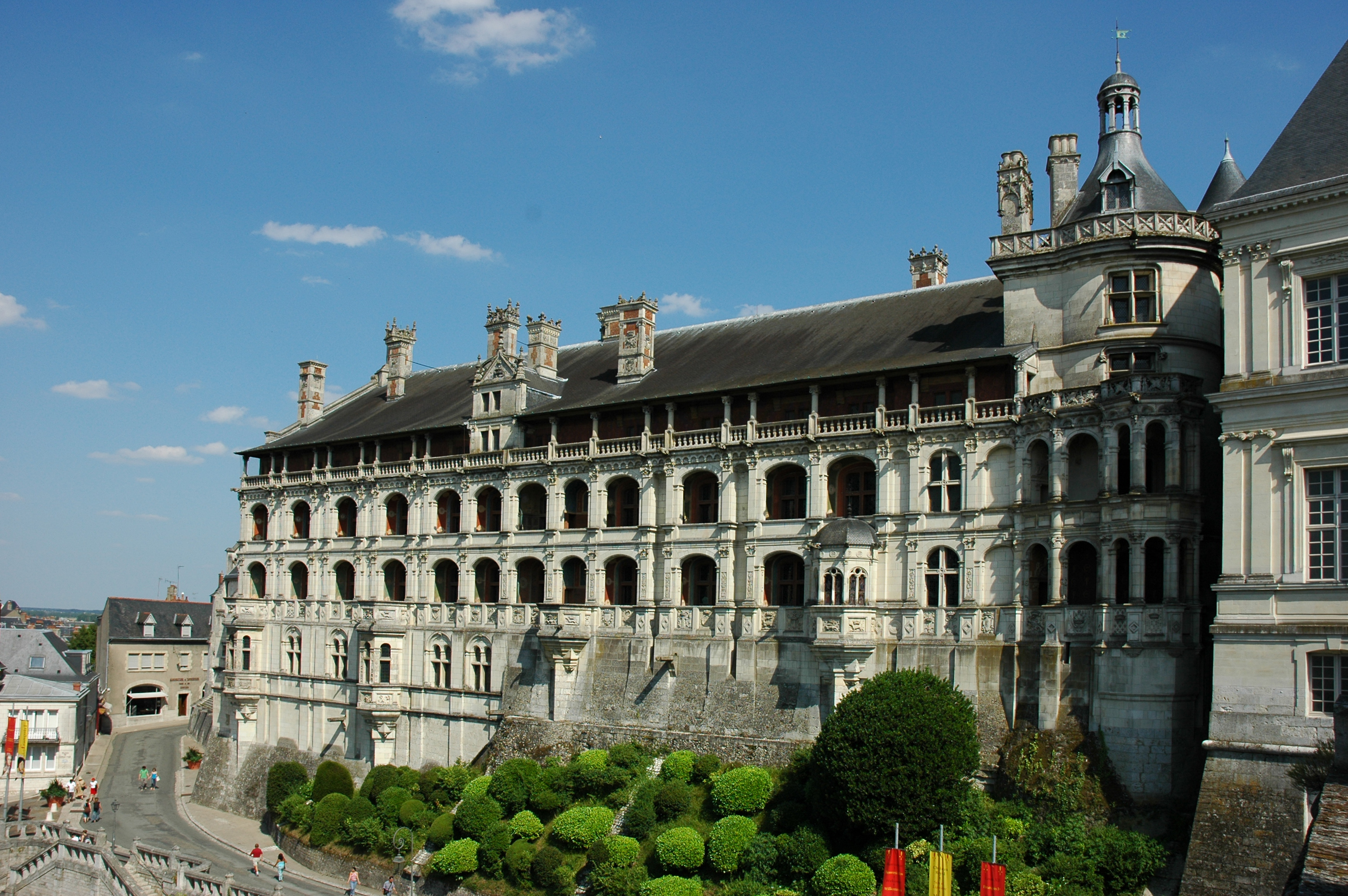
La façade des Loges, dans une vue proche de celle du timbre.

Le 23 mai, est émis un timbre touristique de 0,30 FRF sur le château de Blois. Il est illustré par la façade des Loges, élément de l'aile François Ier construit à la demande de ce roi au début du XVIe siècle. L'observateur est placé à la hauteur du bâtiment, la hauteur réelle de la façade n'est pas visible. Des arbres sont dessinés dans les coins inférieurs de l'illustration.
Le timbre est dessiné et gravé par Raoul Serres. Imprimé en taille-douce, les timbres sont conditionnés en feuille de cinquante exemplaires.
Le tirage est de 4,5 millions de timbres, vendus jusqu'au retrait du 19 novembre 1960.

### La Bourboule
Le 30 mai, est émis un timbre touristique de 0,50 FRF sur une commune du Puy-de-Dôme, La Bourboule. Le paysage de la station thermale et des montagnes voisines est mis en scène par l'encadrement d'une fenêtre ouverte et décorée de rideaux rouges à points blancs.
Ce décor et ce paysage sont dessinés et gravés par Jacques Combet pour l'impression en taille-douce d'un timbre en feuille de cinquante.
Le tirage est de 4,5 millions d'exemplaires. La vente dure jusqu'au 19 novembre 1960.

## Juin

### Personnages célèbres
Le 13 juin, dans le cadre de l'émission annuelle Personnages célèbres, est émise une série de six timbres à surtaxe au profit de la Croix-Rouge française. Le portrait de chaque personnage (sur la gauche du timbre bicolore) voisine avec un décor rappelant un lieu de leur vie ou des objets rappelant leur œuvre. 
- Le chancelier de France Michel de l'Hospital (1505-1573) est présenté, sur le 0,10 franc + 0,05 franc de surtaxe, à côté du château de la Roche dans sa région natale.
- Sur le premier timbre de 0,20 FRF + 0,10 FRF, Henri de la Tour d'Auvergne-Bouillon (1611-1675), connu sous son titre de vicomte de Turenne et pour son rôle de général sous les règnes des rois Louis XIII et Louis XIV, est dessiné avec la ferme Turenne à Bazeilles où le futur maréchal de France passa une partie de son enfance.

- L'écrivain Nicolas Boileau et sa maison d'Auteuil sont représentés sur le second timbre de 0,20 FRF + 0,10 FRF.

Pour les trois autres timbres, ce sont des rappels de leurs métiers : 
- Sur le premier 0,30 FRF + 0,10 FRF, l'hôpital de la Salpêtrière où Jean-Martin Charcot (1825-1893) exerça la neurologie.

- Sur le second de cette valeur, des instruments de musique et des programmes illustrés de deux opéras de Georges Bizet : l'Arlésienne et Carmen.
- Sur la plus forte valeur de 0,50 FRF + 0,15 FRF, Edgar Degas est montré dans son atelier avec un modèle entouré de danseuses.

Les timbres sont dessinés par Charles Mazelin et gravés par un graveur différent, dans l'ordre des valeurs faciales : Robert Cami (« Michel de l'Hospital »), Pierre Munier (« Turenne »), Charles Mazelin (« Boileau »), Claude Durrens (« Jean-Martin Charcot »), Jacques Combet (« Bizet ») et Claude Hertenberger (« Degas »). Ils sont imprimés en taille-douce en feuille de cinquante.
La série est vendue jusqu'au 26 novembre 1960. Environ 1,6 million de séries ont été tirées.

### Marianne de Decaris
Le 15 juin, est émis un nouveau timbre d'usage courant de 0,25 FRF, connue en philatélie sous le nom de Marianne de Decaris. Bicolore, l'illustration représente le visage d'une allégorie féminine de la République sans bonnet phrygien, tenant des épis de blé qui apparaissent en bas du timbre. Le visage est gris sur un fond carmin. Ce timbre remplace la peu populaire Marianne à la nef dans l'attente d'une nouvelle série d'usage courant en taille-douce demandée par le ministre des PTT, Michel Maurice-Bokanowski : la Marianne de Cocteau en janvier 1961 et le Coq de Decaris en mars 1962.
Le timbre est dessiné par Albert Decaris et gravé par Jules Piel. Il est imprimé en typographie en feuille de cent, en carnet de huit et de vingt exemplaires, et en roulette. L'impression en deux couleurs a donné un grand nombre de variétés : variation des deux couleurs (de l'absence d'une d'entre elles au trop plein) et des décalages des dessins à cause d'une impression réalisée en deux passages.
La Marianne de Decaris est retirée de la vente le 17 juillet 1965.

### 20eanniversairedu 18 juin 1940
Le 20 juin, est émis un timbre commémoratif de 0,20 FRF pour le vingtième anniversaire de l'Appel du 18 juin du général de Gaulle, qui marqua un des premiers actes de résistance en 1940, pendant la Seconde Guerre mondiale. Sur un fond marron, une croix de Lorraine portant la date de l'Appel est visible par-delà une mer verte. Au premier plan, en ombre chinoise, un groupe de deux adultes et un enfant lève les bras en direction de ce signe de résistance.
Le dessin est choisi après un concours et parmi cinquante-trois maquettes de vingt-six artistes. Il est l'œuvre d'un militaire : Claude Haley, alors adjudant à la Base aérienne 279 de Châteaudun. Le timbre est gravé par Claude Durrens et imprimé en taille-douce en feuille de cinquante exemplaires.
Le tirage est de 10 millions de timbres vendus jusqu'au retrait du 3 décembre 1960.

## Juillet

### Jeux olympiques de Rome 1960 - Jean Bouin
Le 11 juillet, est émis un timbre de 0,20 FRF à l'occasion des Jeux olympiques d'été de 1960, à Rome, en Italie, du 25 aout au 11 septembre suivants. À l'arrière-plan est représentée une course d'athlétisme dans un stade. Au premier plan à gauche, est honoré Jean Bouin, détenteur de plusieurs records du monde de course de fond et mort au champ d'honneur au début de la Première Guerre mondiale.
Le timbre est dessiné et gravé par Albert Decaris. Il est imprimé en taille-douce en feuille de cinquante.
Le retrait a lieu le 3 décembre 1960. Le tirage est de 5,5 millions d'exemplaires.

## Septembre

### Europa
Le 17 septembre, dans le cadre de l'émission conjointe Europa, sont émis deux timbres de 0,25 FRF vert et 0,50 FRF rouge-violet. L'illustration commune à la plupart des vingt administrations postales participantes membres de la Conférence européenne des administrations des postes et télécommunications (CEPT) est le mot « EUROPA » sur un fond uni, le « O » dessiné sous la forme d'une rosace.
L'illustration est dessinée par Pentti Rahikainen, un artiste finlandais. Les timbres de France sont gravés par Jacques Combet. Ils sont imprimés en taille-douce en feuille de cinquante.
Retirés le 13 septembre 1961, ils sont tirés à 17 millions d'exemplaires pour le 0,20 franc vert et 11,7 millions pour le 0,50 franc rouge-violet.

### Basilique de Lisieux

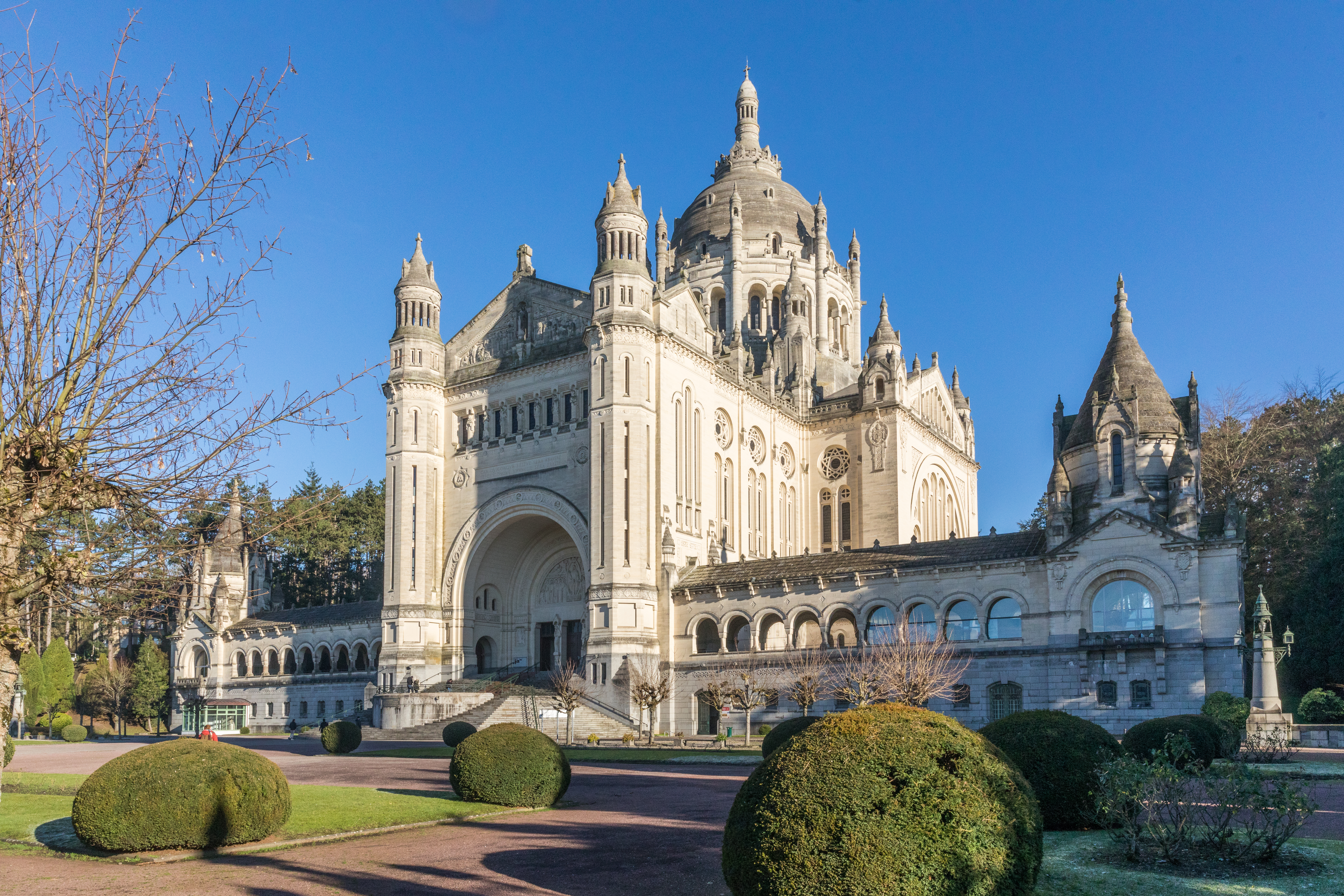
La basilique dans une perspective similaire à celle du timbre.

Le 26 septembre, est émis un timbre de 0,15 FRF représentant la Basilique Sainte-Thérèse de Lisieux qui porte le nom de Thérèse Martin, sœur carmélite canonisée en 1925. Sa statue est visible sur la gauche du timbre. La basilique de Lisieux est consacrée en 1937.
Le timbre est dessiné et gravé par Pierre Gandon pour une impression en taille-douce en feuille de cinquante exemplaires.
Retiré le 13 mars 1961, le tirage de ce timbre est de 4,8 millions d'unités.

## Octobre

### Blason d'Oran
Le 17 octobre, est émis un timbre d'usage courant de 0,05 FRF de la série Blasons des villes de France illustré de l'écu d'Oran : à la forme du XVe siècle et écartelé (quatre quartiers). Au premier, de gueules à coq gaulois d'argent à la boule d'or. Au deuxième, d'or à la nef antique, flammée tricolore de France moderne. Au troisième, de sinople au croissant d'or surmonté d'une étoile d'or. Au quatrième d'Espagne à quatre quartiers : premier et quatrième de Castille ; deuxième et troisième d'argent au lion de gueules. Au chef cousu de France ancien (d'azur à fleurs de lys d'or). Il est entouré des mentions et d'un cadre rouge.
Dessiné par l'héraldiste Robert Louis, le timbre est gravé par André Barre pour être imprimé en typographie en feuille de cent exemplaires.
Il est retiré le 24 novembre 1962, cinq mois après la déclaration d'indépendance de l'Algérie où se situe la ville d'Oran. Le tirage total est d'environ 255,5 millions de timbres.

### Madame de Staël 1766-1817
Le 24 octobre, est émis un timbre de 0,30 FRF en hommage à la romancière et essayiste suisse, Madame de Staël, représentée assise et de dos, tenant de sa main gauche une lyre. Le tarif correspond au tarif de la carte postale pour l'étranger, dont la Suisse.
Le tableau de François Gérard inspire le dessin et la gravure de Charles Mazelin. Le timbre est imprimé en taille-douce en feuille de cinquante.
Le retrait de la vente a lieu le 22 avril 1961. Le tirage est de 5,2 millions de timbres.

## Novembre

### Général Estienne 1860-1936
Le 7 novembre, à l'occasion des célébrations de l'armistice du 11 novembre 1918 et pour le centenaire de sa naissance, est émis un timbre de 0,15 FRF en hommage au général Jean-Baptiste Estienne, qui initia l'emploi des chars d'assaut et de l'aviation militaire au début du XXe siècle et pendant la Première Guerre mondiale. Un spécimen de char et d'avion en manœuvre en blanc sur fond mauve voisine à la gauche du portrait du général.
Le timbre est dessiné et gravé par Jacques Combet. Il est imprimé en taille-douce en feuille de cinquante.
Le 22 avril 1961 a lieu le retrait de la vente. Le tirage est de 4,7 millions de timbres.

### 20eanniversairede l'ordre de la Libération 17 novembre 1940
Le 14 novembre, est émis un timbre commémoratif de 0,20 FRF pour le vingtième anniversaire de la création de l'ordre de la Libération. La médaille accumulant écu, épée et croix de Lorraine dans un soleil est surmonté de deux épées croisées sur lesquelles figurent la devise « PATRIAM SERVANDO VICTORIAM TULIT » (du latin : « en servant la patrie, il a remporté la victoire »).
Claude Durrens a dessiné et gravé le timbre imprimé en taille-douce en feuille de cinquante exemplaires.
Le tirage est de 5 millions d'exemplaires pour un retrait de la vente le 13 mai 1961.

### Protection de la nature
Le 14 novembre, sont émis deux timbres sur le thème de la protection de la nature, à travers les oiseaux. Le 0,30 FRF présente un paysage maritime peuplé de macareux moines, installé dans l'archipel des Sept-Îles au nord de la Bretagne. La scène du 0,50 FRF est situé en Camargue avec deux guêpiers (Meropidae) posés sur une branche d'arbre.
Les catalogues classent ces timbres avec l'émission Étude des migrations du 19 décembre suivant car ces quatre timbres sont les premiers timbres de taille moyenne (environ 2 fois un petit timbre d'usage courant) à être imprimés en taille-douce rotative six couleurs.
Les deux timbres sont dessinés et gravés par Pierre Gandon. L'impression est en taille-douce six couleurs en feuille de cinquante.
Les timbres sont retirés le 10 juin 1961. Le tirage est de 5,35 millions de timbres « Macareux » et 5,25 millions pour « Guêpier ».

### André Honnorat 1868-1950 - Cité universitaire

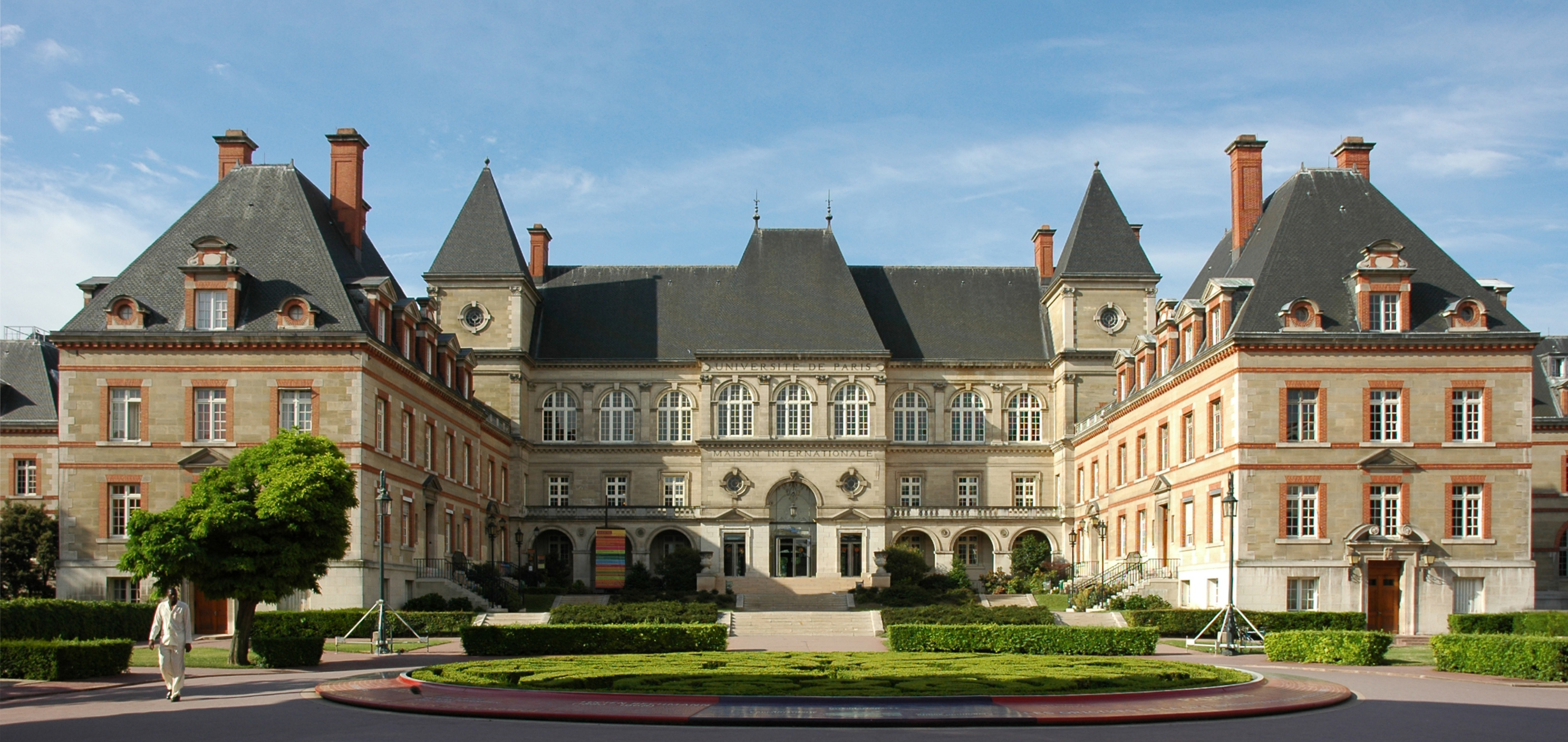
La Maison internationale vue de face, comme sur le timbre.

Le 21 novembre, est émis un timbre de 0,30 FRF pour le 10e anniversaire de la mort de l'homme politique André Honnorat, parlementaire et ministre, qui parvint avec l'aide de mécènes et d'États étrangers à créer la Cité internationale universitaire de Paris au début des années 1920. Le portrait d'Honnorat est placé devant la Maison internationale et le portail de la Cité, construite au sud de Paris.
Le timbre est dessiné et gravée par Pierre Munier. Il est imprimé en taille-douce en feuille de cinquante unités.
Le timbre est retiré le 13 mai 1961. Le tirage est de 4,8 millions d'exemplaires.

## Décembre

### Croix-Rouge: église Saint-Martin
Le 5 décembre, dans le cadre de l'émission annuelle Croix-Rouge, sont émis deux timbres sur deux œuvres religieuses sur saint Martin en train de couper la moitié de son manteau pour la donner à un pauvre. Cette scène est montée sur un bâton de confrérie représenté sur le 0,20 FRF + 0,10 FRF, et reprise d'un bois sculpté d'une église de l'Oise sur le 0,25 FRF + 0,10 FRF. La surtaxe est reversée à la Croix-Rouge française.
Les deux timbres sont dessinés et gravés par Jules Piel pour être imprimés en taille-douce en feuille de cinquante exemplaires et en un carnet.
Le retrait de la vente a lieu le 13 mai 1961. 1,4 million de paires ont été tirés et 110 000 carnets.

### Demi-millénaire du Collège Sainte-Barbe 1460-1960
Le 5 décembre, est émis un timbre commémoratif pour les 500 ans du collège Sainte-Barbe de Paris, qui est resté ouvert de 1460 à 1999. Une vue dessinée aérienne des bâtiments voisine avec une représentation ancienne de sainte Barbe avec une tour comme attribut.
Le timbre est dessiné et gravé par Claude Hertenberger. Il est imprimé en taille-douce en feuille de cinquante unités.
Retiré le 13 mai 1961, il est tiré à 5 millions d'exemplaires.

### Étude des migrations
Le 19 décembre, sont émis deux timbres sur l'étude des migrations des oiseaux par le Muséum d'histoire naturelle de Paris. Le 0,20 franc présente un groupe de vanneaux (Vanellinae) et le 0,45 FRF un vol de sarcelles d'hiver, avec un globe sur lequel est tracé leur parcours entre l'ouest et l'est de l'Europe.
Les catalogues classent ces timbres dans la suite de l'émission Protection de la nature du 14 novembre précédent car ces quatre timbres sont les premiers timbres de taille moyenne (environ 2 fois un petit timbre d'usage courant) à être imprimés en taille-douce rotative six couleurs.
Les deux timbres sont dessinés par Pierre Gandon qui grave également le timbre « Sarcelle », et « Vanneau » est gravé par Charles Mazelin. L'impression est en taille-douce six couleurs en feuille de cinquante.
Les timbres sont retirés le 10 juin 1961. Le tirage est de 4 millions de timbres « Vanneau » et 3,6 millions pour « Sarcelle ».

## Timbres préoblitérés
Pour les timbres préoblitérés, les tarifs appliqués aux envois en nombre sont ceux du 6 janvier 1959 convertis en nouveau franc le 1er janvier 1960. Ils restent valables jusqu'au 19 mai 1964. Les types Coq utilisés depuis février 1954 laisse alors place au type Monnaie gauloise.

### Coq de Poulain
Le 25 janvier, sont réémis avec de nouveaux valeurs faciales en nouveau franc quatre timbres au type Coq dessiné par Pierre Poulain, surchargé en noir d'un quart de cercle portant la mention « AFFRANCHTS / POSTES ». Les valeurs concernées sont les trois premiers échelons des envois en nombre : 0,08 FRF violet, 0,20 FRF vert et 0,40 FRF rouge ; et celle des paquets-poste de moins de 300 grammes : 0,55 FRF vert.
Le type Coq préoblitéré est dessiné par Pierre Poulain et gravé par André Frères. Les timbres sont imprimés en typographie à raison de cent exemplaires par feuille.
Les quatre timbres sont retirés de la vente le 25 mai 1964 et remplacés par trois timbres au type Monnaie gauloise.

## Timbres-taxe
Les timbres-taxe collés sur un pli permettent de matérialiser la taxe due par le destinataire d'une lettre insuffisamment affranchie. La taxe à acquitter est égale au double de l'affranchissement manquant.

### Gerbes de blé
Au cours du mois de février 1960, sont émis cinq timbres-taxe au type Gerbes de blé avec des valeurs faciales en nouveau franc. Il s'agit des 0,05 FRF rose, 0,10 FRF orange, 0,20 FRF olive, 0,50 FRF vert foncé et 1 FRF vert. À l'occasion de cette émission, la mention du pays est modifiée sur ce type : « République française » remplace « France » qui apparaissait depuis le début de cette série Gerbes de blé en 1943.
Ces timbres-taxe sont dessinés par Pierre Gandon et gravés par Henri Cortot et imprimés en typographie en feuille de cent unités.
Ils sont retirés le 5 juin 1965 et remplacés à partir de 1964 par une série sur les fleurs des champs.

### Sources
- Catalogue de cotations des timbres de France, éd. Dallay, 2006-2007, pages 276-281, page 506 (poste aérienne), page 756 (préoblitérés), page 785 (timbre-taxe).
- Le Patrimoine du timbre-poste français, Flohic éditions, 1998, pages 494-507.